# Mesorhabdus brevicaudatus
Mesorhabdus brevicaudatus är en kräftdjursart som först beskrevs av Wolfenden 1905.  Mesorhabdus brevicaudatus ingår i släktet Mesorhabdus och familjen Heterorhabdidae. Inga underarter finns listade i Catalogue of Life.